# Le Day
Pour les articles homonymes, voir Day.
Le Day est un hameau de la commune suisse de Vallorbe, dans le canton de Vaud.
Des infrastructures de l'armée suisse y sont installées, notamment un village artificiel utilisé pour l'entraînement au combat de localité.

## Géographie
Le Day est un hameau faisant partie de la commune de Vallorbe.

## Histoire

### XIXesiècle
La route cantonale reliant Vallorbe à Lausanne en passant par Le Day et les Grands-Bois est construite entre 1854 et 1857. La construction de la ligne de chemin de fer reliant Vallorbe à Daillens, qui comprend notamment la construction du viaduc du Day, est réalisée entre 1866 et 1870. La ligne de chemin de fer reliant Le Day au Pont est inaugurée en 1886. Trois ans plus tard, une centrale électrique est ouverte au Saut du Day. En 1890, c'est une usine d'électrochimie produisant des chlorates qui s'ouvre à proximité de la centrale. Cette usine est propriété de la Société d'électrochimie, basée à Paris, qui fait également construire trois maisons dans le hameau du Day pour y loger une partie de ses ouvriers.

### XXesiècle
En 1900, une école est ouverte au Day. Elle accueillera jusqu'à 56 élèves, avant de fermer, obligeant les enfants du Day à retourner à l'école à Vallorbe.
À partir de mai 1904, les trains allant au Pont s'arrêtent au Day. La gare du Day elle-même est construite en 1907, devenant ainsi la deuxième gare située sur le territoire de la commune de Vallorbe. Entre deux, la voie de chemin de fer entre Le Day et Croy, sur la ligne Vallorbe-Lausanne, est doublée. Les travaux sont marqués par une grève en décembre 1904.
Un projet de tramway reliant Le Day à Ballaigues en passant par le village de Vallorbe et déposé en 1908 ne verra en revanche jamais le jour. Un projet de chemin de fer reliant L'Isle au Day en passant par Romainmôtier et Premier et présenté en 1912 n'a lui non plus jamais été réalisé.
En 1920, un adolescent est tué par un train sur le viaduc du Day. Le viaduc du Day est voûté entre 1923 et 1925 et la ligne allant jusqu'à Daillens est électrifiée en 1925. En 1938, la ligne de chemin de fer reliant Le Day au Brassus est électrifiée. En juin 1940, des réfugiés civils et militaires venant de France sont momentanément hébergés au Day.
En novembre 1964, une personne est tuée par un train sur un passage à niveau non-gardé. En mai 1966, le Tour de Romandie passe par Le Day. En 1972, l'usine d'électrochimie du Day ferme ses portes définitivement. L'usine appartient, au moment de sa fermeture, au groupe Ugine Kuhlmann et occupe encore 38 personnes. Les bâtiments sont alors transformés en place d'armes pour l'instruction au combat de localité. En 1976, un grenadier se blesse grièvement sur la place d'armes du Day au cours d'un exercice de combat de localité. En septembre 1986, Le Day est l'un des sites d'un raid commando, qui plus tard sera connu sous le nom de Swiss raid commando, organisé par la Société neuchâteloise des officiers. Le silo du Day est inauguré en 1979.

## Transports

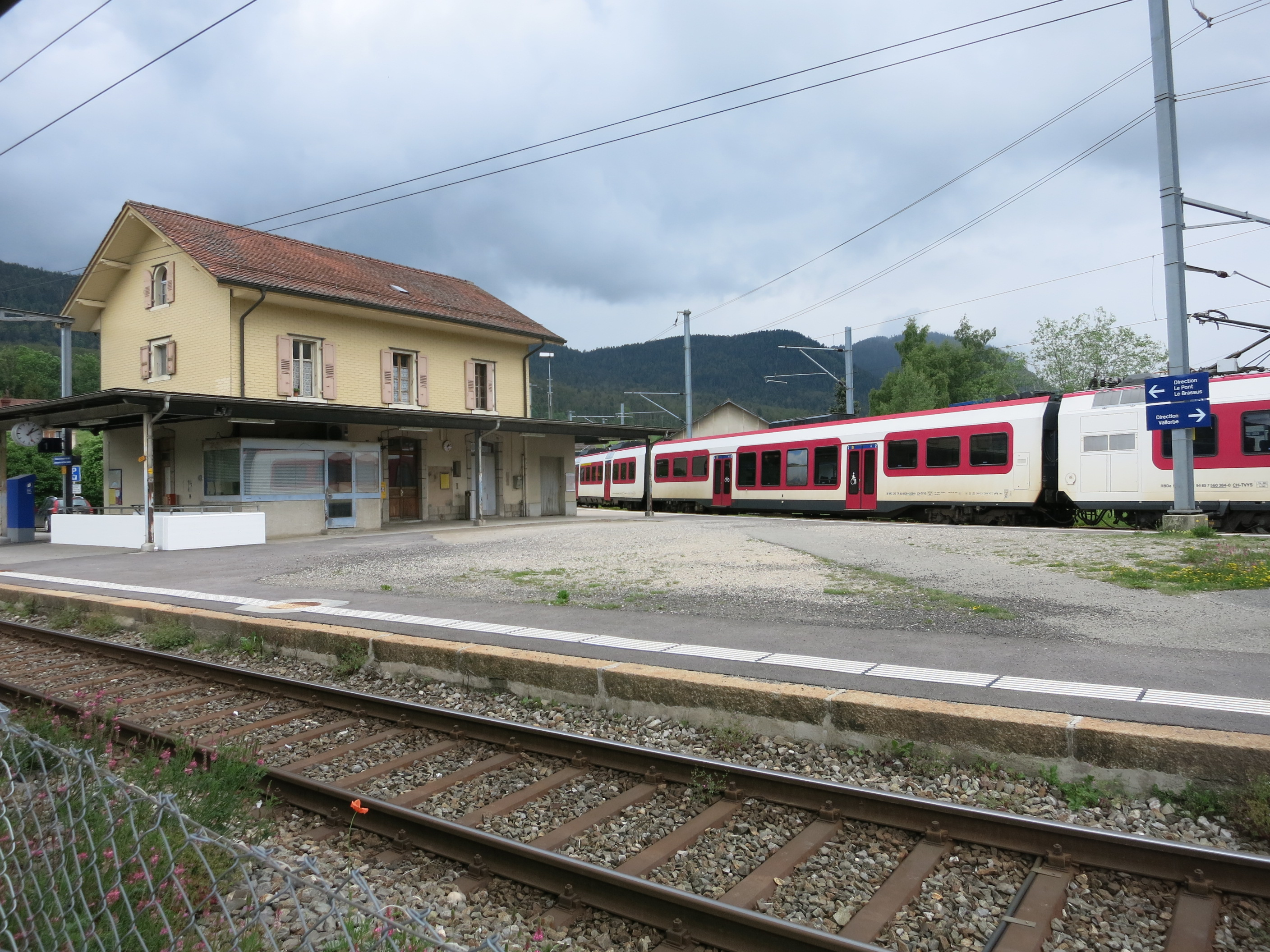
La gare du Day en 2016

C'est à la gare du Day que se fait la jonction des lignes de chemin de fer Vallorbe-Lausanne et Vallorbe-Le Brassus. Cette gare sera déplacée de 300 mètres en direction de Vallorbe afin de faciliter l'accès des trains du RER vaudois, Lausanne - Vallorbe mais également de relier la Vallée de Joux directement par ce RER vaud. 
Les travaux ont débuté en janvier 2021 pour se terminer à l'été 2022. Les installations de sécurité et la signalisation ferroviaire seront également modernisées entre Vallorbe et La Sarraz. Le quais seront adaptés : 160 mètres de long, hauteur standard 55 cm et rampe d'accès.
Ces travaux se font en coordination avec l’aménagement de la nouvelle place de la gare du Day, mené par le canton de Vaud et la commune de Vallorbe. La gare deviendra un nouveau hub de mobilité régionale, avec P+R, parking pour vélos et pour motos, et arrêts pour les bus.